# Escola Internacional de Luxemburg
L'Escola Internacional de Luxemburg (en anglès: International School of Luxembourg, ISL), anteriorment Escola Internacional Americana de Luxemburg (en anglès: American International School of Luxembourg, AISL), és una escola privada sense fins lucratius de la Ciutat de Luxemburg, al sud de Luxemburg. L'escola té uns 950 estudiants amb més de quaranta nacionalitats. Està situada en el Campus Geesseknäppchen, juntament amb altres institucions educatives, al barri d'Hollerich, al sud-oest de la ciutat.
L'Escola té estudiants des de preescolar fins al dotzè grau i ofereix una àmplia selecció d'esports i activitats extra escolars. L'Escola ofereix el Certificat General Internacional d'Educació Secundària IGCSE, al programa per als estudiants de novè i desè grau, i del Batxillerat Internacional, en els seus dos últims anys de l'escola (11 i 12 graus).
Els equips esportius prenen part en el torneig de NECIS. Competeixen en futbol, bàsquet, atletisme, natació, voleibol i rugbi. L'equip té per nom «les Águiles».

## Alumnat destacat
- Brian Molko[5]
- Stefan Olsdal[5]
- Sebastià de Luxemburg
- Colm Cannon